# Cerradura

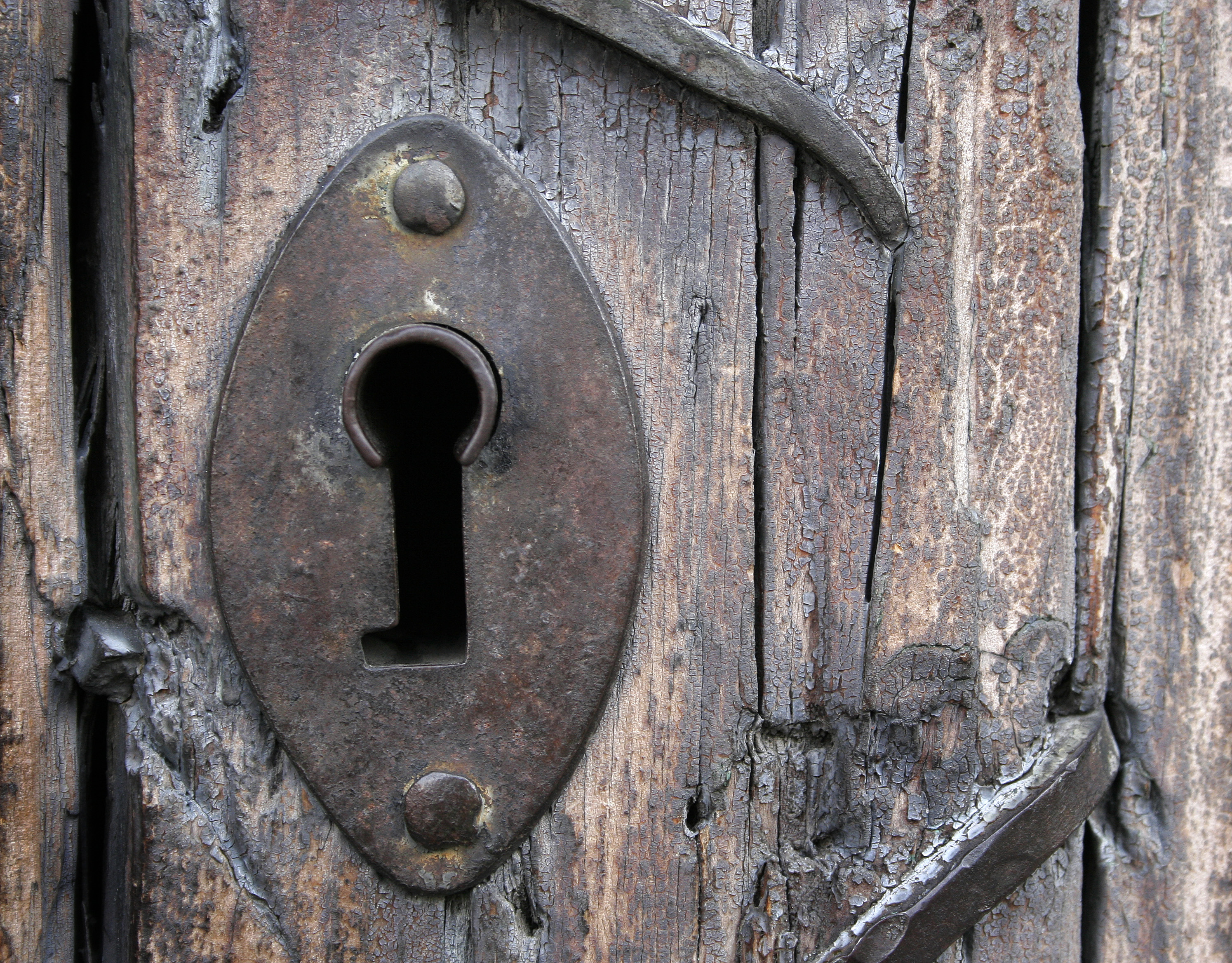
Cerradura

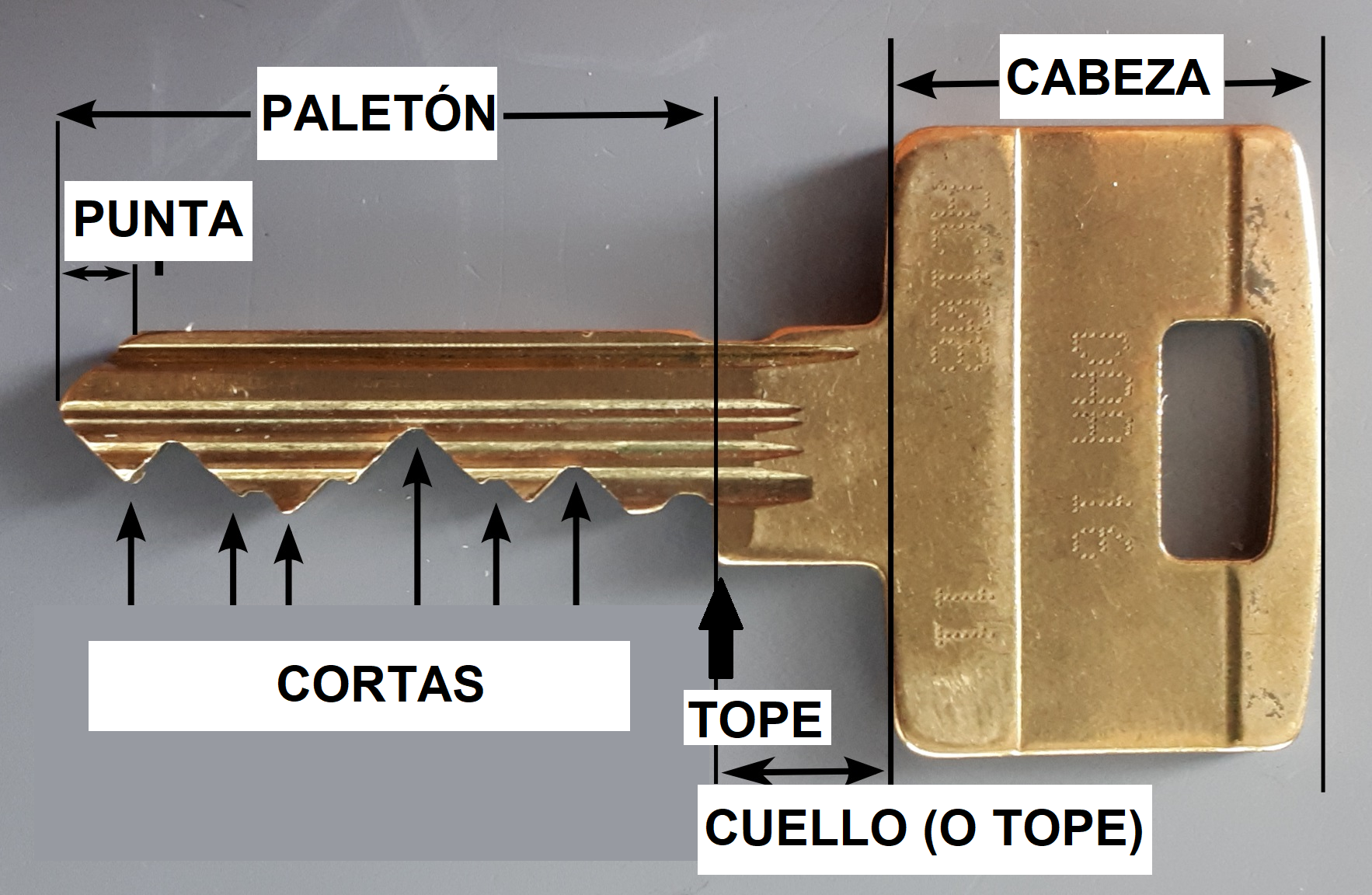
Anatomía de una llave normal

Una cerradura es un mecanismo de metal que se incorpora a puertas y cajones de armarios, cofres, arcones, etcétera, para impedir que se puedan abrir sin la llave y así proteger su contenido. 
Este mecanismo se puede accionar mediante una llave de metal, antiguamente de hierro y bronce. La llave encaja en la cerradura por el llamado «ojo», que es un agujero situado normalmente en la parte central del cilindro de la cerradura. En la actualidad, aparte de las cerraduras mecánicas, existen otras como las electro-mecánicas o electrónicas, donde la llave se ha sustituido por una tarjeta de plástico o PVC.  
También para asegurar lugares, casas, establecimientos.
En la actualidad, aproximadamente el 80% de las cerraduras que tienen cilindros mecánicos (con llaves de dientes de sierra o de puntos) e incluyendo entre éstas a las puertas de seguridad y acorazadas, han dejado de ofrecer la seguridad con la que fueron creadas a causa de la difusión por internet de técnicas como el bumping - hasta ahora utilizada en asaltos por bandas organizadas pero hoy accesible a todo tipo de delincuentes - que suponen un riesgo evidente para sufrir accesos indeseados, robos y hurtos. Por ello la tecnología ofrece soluciones aplicadas a las cerraduras que aportan verdadera seguridad, como el caso de las cerraduras con cilindros electrónicos, con el sistema BlueChip o similar.
Por otra parte, cabe agregar que el sistema de cerraduras con llaves de diente de sierra es superado - en términos de factibilidades de violación- por las llamadas cerraduras doble paleta.
Las cerraduras doble paleta son cerraduras cuyo bocallave u «ojo» corresponden a llaves del tipo doble paleta: las llaves doble paleta son llaves de dos paletas que por lo general reflejan un par de conjunto de «dientes» (reflejos de la ubicación de cada una de las combinaciones) de manera diametralmente opuestas; en otros términos, por lo general, en las llaves doble paleta, el último diente de un lado equivale al primer diente del otro lado.
Se llama cerrajero al oficio o artesano que fabrica, repara o instala cerraduras. Hoy por hoy también puede ser el que instala o repara persianas metálicas, puertas automáticas y automatismos con cerrojos en general.

## Historia
La cerradura moderna tiene su origen en el pasador horizontal de madera que, acoplado a la parte posterior de la puerta, se hacía deslizar por una rudimentaria guía para encajar luego en un agujero que se practicaba en la jamba. Para accionar semejante pasador por un agujero desde afuera o liberarlo de los enganches se necesitó un pedazo de metal curvo provisto de un mango recto, que hacía las veces de llave primitiva. Para impedir que el pasador o la barra se deslizara, se practicaba un agujero vertical en la parte superior de la hembra y se insertaba allí una cuña. La función de la llave era mover la cuña, levantándola, para dejar en libertad al pasador. Los egipcios construyeron este tipo de cerraduras, pero aumentando la cantidad de cuñas. Los romanos, si bien se basaron en la misma cerradura que los egipcios, generalmente hacían más pequeño el pasador de bronce, y las clavijas, también más pequeñas, recibían la presión de un resorte.
Es en el siglo XVIII, en Inglaterra, con la aparición de la cerradura de puerta cuando comienza el verdadero proceso de tecnificación de los sistemas de seguridad. Pero muy poco tiempo habría de durar la supremacía de los ingleses en la materia, ya que en el año 1851 el cerrajero norteamericano Alfred Hobbs desafió a que podía abrir cualquier cerradura inglesa, pero que ningún cerrajero inglés podía abrir una de sus cerraduras. Y así fue.
Linus Yale revolucionaría la cerradura moderna al decidirse a continuar el oficio de su ya anciano padre. Entregado de lleno a la perfección de los sistemas de seguridad, obtuvo en el año 1851 la patente de su primera cerradura para bancos. Continuó su afanosa búsqueda, hasta que en el año 1862 inventó la cerradura de cuadrante secreto o combinación, que habría de transformar su apellido en un auténtico sinónimo de la palabra llave.

## Partes de una cerradura

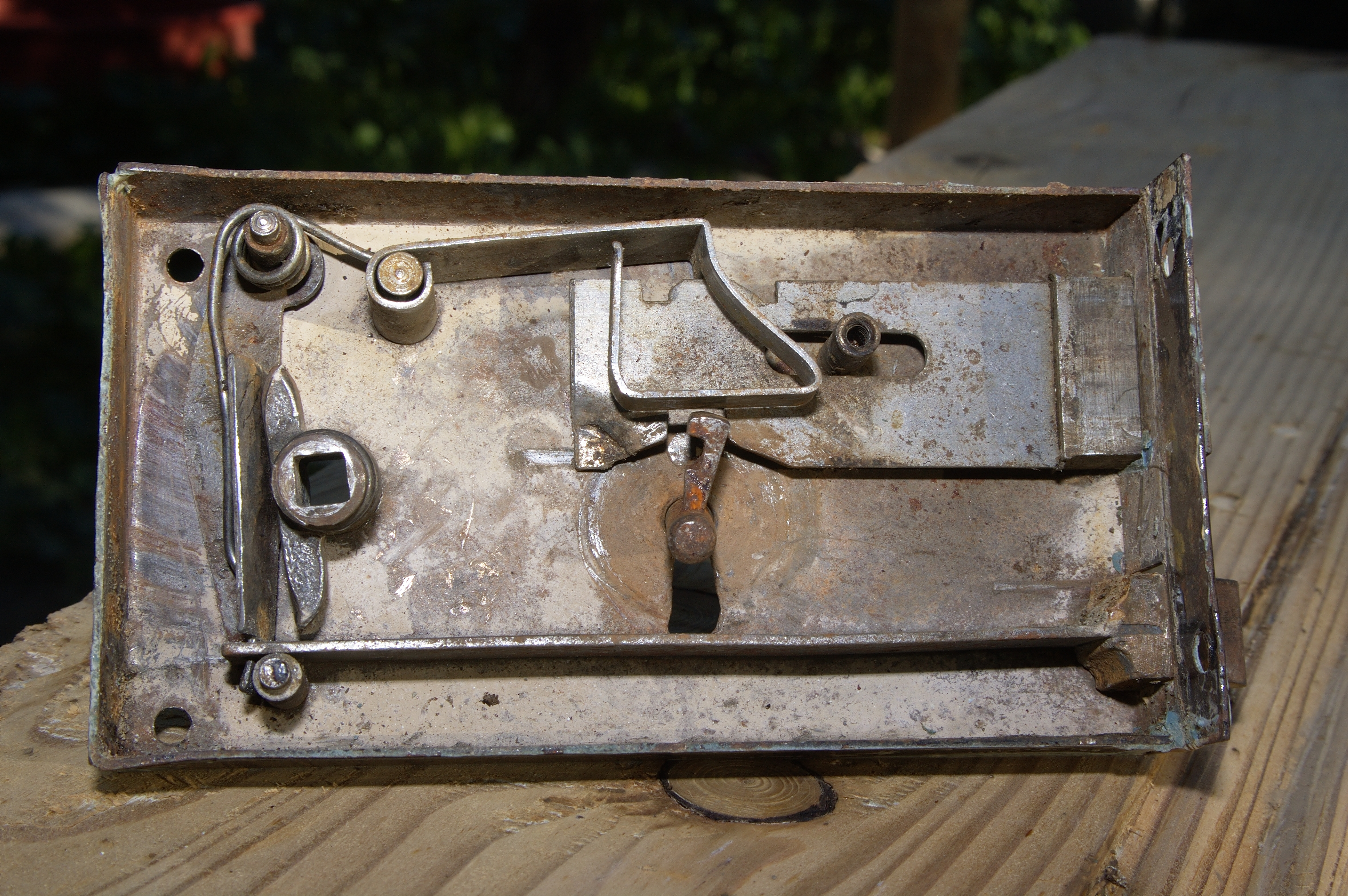
Aspecto inicial de las primeras cerraduras.

Todo el mecanismo de la cerradura está encerrado en una caja de hierro llamada palastro. Esta caja se compone de un fondo rectangular sobre el cual están aplicados los bordes realzados o dobleces de los cuales los tres por donde no pasa el pestillo se denominan el tabique. A veces en lugar de doblar el hierro para formar la caja los rebordes se construyen aparte dejándoles unas colas salientes que se robran sobre el palastro.
El pestillo de la cerradura es una especie de cerrojo movido por una llave. La cabeza del pestillo es la parte que sale de la cerradura. El pestillo lleva por un lado unas partes salientes o barbas sobre las cuales obra la llave, por otro hay unas muescas sobre las cuales cae el fiador del muelle, parte indispensable para retener el pestillo en su sitio e impedir que corra sin la acción de la llave la cual al mismo tiempo que empuja el pestillo por una de las barbas, levanta el muelle y saca el fiador de su sitio. El pestillo es simple o de rastrillo según esté formado de un solo trozo o tenga varios dientes. En el interior de la cerradura hay ciertas piezas contorneadas que encajan en unos recortes de la llave llamados guardas. Estas sirven para oponerse al movimiento de toda llave que no tenga las muescas proporcionadas. La llave se compone del anillo en que se aplica la nano, del tronco horadado con botón y del paletón. El paletón consta del morro, parte plana y corva que toca al pestillo de la cerradura y de cuerpo que es la parte comprendida entre el morro y el tronco. El paletón tiene diferentes muescas para dar paso a las guardas de la cerradura las cuales reciben diferentes nombres según sus posiciones como el tornillo, la bocina, la cruz cumplida, la de Caravaca, la muleta, el báculo, etc. El tronco no siempre tiene un agujero cilíndrico algunas veces es de forma de trébol, de hierro de lanza, etc. Todos estos orificios se corresponden con la espiga de la cerradura fijada con solidez al palastro.

## Clases de cerraduras
- Cerradura de bombillo. La que abre con llave que tiene hendiduras longitudinales en su tija actuando como el émbolo de una bomba.
- Cerradura de combinación. La que solo se puede abrir de un modo determinado.
- Cerradura de dos pestillos. La que los tiene, uno de llave y otro de picaporte.
- Cerradura de dos vueltas. Aquella en que sale el pestillo en dos veces, cada una a cada vuelta de la llave.
- Cerradura de golpe. La de resorte que cierra con solo empujar la puerta.
- Cerradura de gorjas. Son aquellas en las que no se ve externamente ningún tipo de bombillo.
- Cerradura de guardas movibles. La que para mayor seguridad tiene estos accesorios.
- Cerradura de loba. Aquella en que los dientes de las guardas son semejantes a las del lobo.
- Cerradura de llave de pezón. La común de llave maciza que se puede abrir por los dos lados.
- Cerradura de molinillo. Antiguamente, la que tenía el caño por donde entra la tija de la llave, movible y giratorio sobre el palastro de la cerradura.
- Cerradura de secreto. La que una vez cerrada solo se puede abrir de una manera determinada.
- Cerradura de vuelta y media. La que primero actúa como llave y luego como picaporte.
- Cerradura empanada. La que resulta introducida en una caja en el grueso de larguero de la hoja en que se coloca.
- Cerradura guarnecida al revés. La más ordinaria que deja ver su mecanismo después de montada.
- Cerradura recercada. La que oculta su mecanismo dejando ver el pestillo cuando sale hacia el cerradero.[2]
- Cerradura de tambor de pines.
- Cerraduras de seguridad. Son las llamadas de perfil europeo. Estas cerraduras utilizan llaves planas y con puntos para ser abiertas. Están consideradas de las más seguras con posibilidad de ser anti-bumping.

## Cerrajería

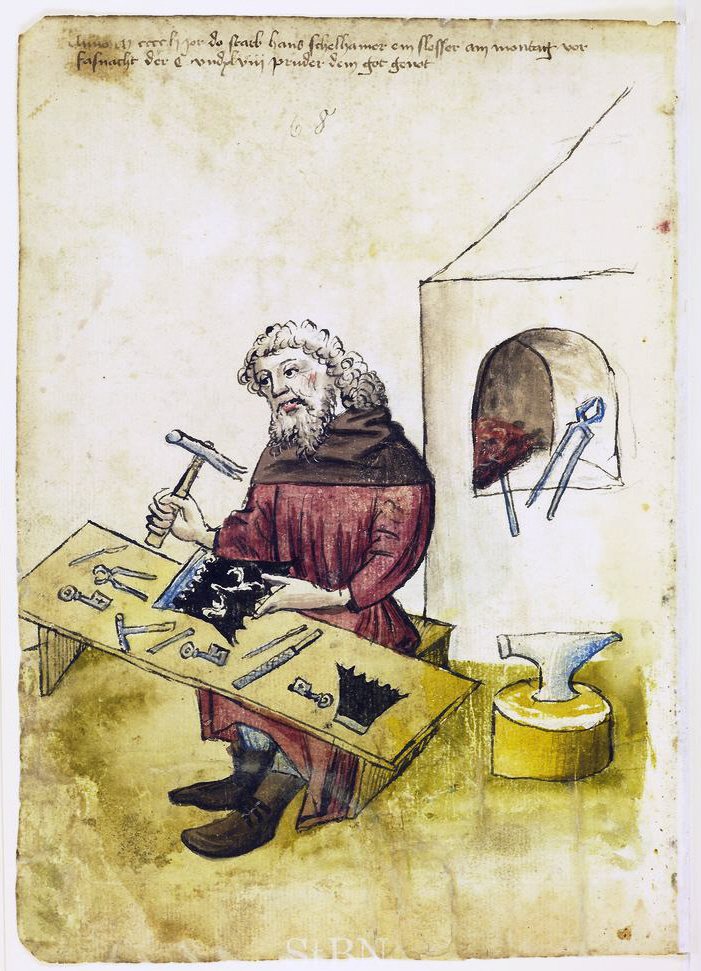
Cerrajero, 1451

La cerrajería es un oficio tradicional, y en la mayoría de los países requiere la realización de un aprendizaje. El nivel de educación formal requerido varía de un país a otro, desde que no se requieren calificaciones en absoluto en el Reino Unido, a un simple certificado de formación otorgado por un empleador, a un diploma completo de una ingeniería de universidad. Los cerrajeros pueden ser comerciales (trabajando en una tienda), móviles (trabajando en un vehículo), institucionales o de investigación (cerrajeros forenses). Pueden especializarse en un aspecto de la habilidad, como un especialista en cerraduras de automóviles, un especialista en sistemas de llaves maestras o un técnico de cajas fuertes. Muchos también actúan como consultores de seguridad, pero no todos los consultores de seguridad tienen las habilidades y el conocimiento de un cerrajero.
Históricamente, los cerrajeros construían o reparaban una cerradura completa, incluidas sus partes constituyentes. El auge de la producción en masa barata ha hecho que esto sea menos común; la gran mayoría de las cerraduras se reparan mediante reemplazos similares, siendo las cajas fuertes y cajas fuertes de alta seguridad la excepción más común. Muchos cerrajeros también trabajan en cualquier hardware de puerta existente, incluidos los cierrapuertas, las bisagras, las cerraduras eléctricas y las reparaciones de marcos, o dan servicio a cerraduras electrónicas haciendo llaves para vehículos equipados con transpondedor e implementando sistemas de control de acceso.
Aunque la instalación y sustitución de llaves sigue siendo una parte importante de la cerrajería, los cerrajeros modernos se dedican principalmente a la instalación de juegos de cerraduras de alta calidad y al diseño, implementación y gestión de sistemas de llaves y control de llaves. Con frecuencia, se requiere que los cerrajeros determinen el nivel de riesgo para una persona o institución y luego recomienden e implementen combinaciones apropiadas de equipos y políticas para crear una "capa de seguridad" que exceda la ganancia razonable de un intruso.

### Duplicación de llave
El "corte de llaves" tradicional es el método principal de duplicación de llaves. Es un proceso sustractivo llamado así por el proceso de metalurgia de corte, donde una llave plana "en blanco" se muele para formar la misma forma que la "llave de plantilla (original). El proceso sigue aproximadamente estas etapas:
1. La llave original se coloca en un vise en una máquina, con un espacio en blanco unido a un tornillo de banco paralelo que está vinculado mecánicamente.
2. La llave original se mueve a lo largo de una guía en un movimiento que sigue la forma de la llave, mientras que la pieza en bruto se mueve en el mismo patrón contra una rueda de corte por el enlace mecánico entre los vicios.
3. Después del corte, la nueva llave se desbarba frotándola con un cepillo de metal para eliminar las partículas de metal que podrían ser peligrosamente afiladas y ensuciar las cerraduras.

El corte de llaves moderno reemplaza el aspecto mecánico de la llave con un proceso en el que la llave original se escanea electrónicamente, se procesa por software, se almacena y luego se usa para guiar una rueda de corte cuando se produce una llave. La capacidad de almacenar copias electrónicas de la forma de la llave permite almacenar formas de llave para que cualquier parte que tenga acceso a la imagen de la llave de las corte.
Las diferentes máquinas duplicadoras de llaves están más o menos automatizadas, utilizan diferentes equipos de fresado o esmerilado y siguen el diseño de los duplicadores de llaves de principios del siglo XX.
La duplicación de llaves está disponible en muchas ferreterías minoristas y como un servicio del cerrajero especializado, aunque es posible que la llave en blanco correcta no esté disponible. Más recientemente, se han puesto a disposición servicios en línea para la duplicación de llaves.

## Ojo de la cerradura

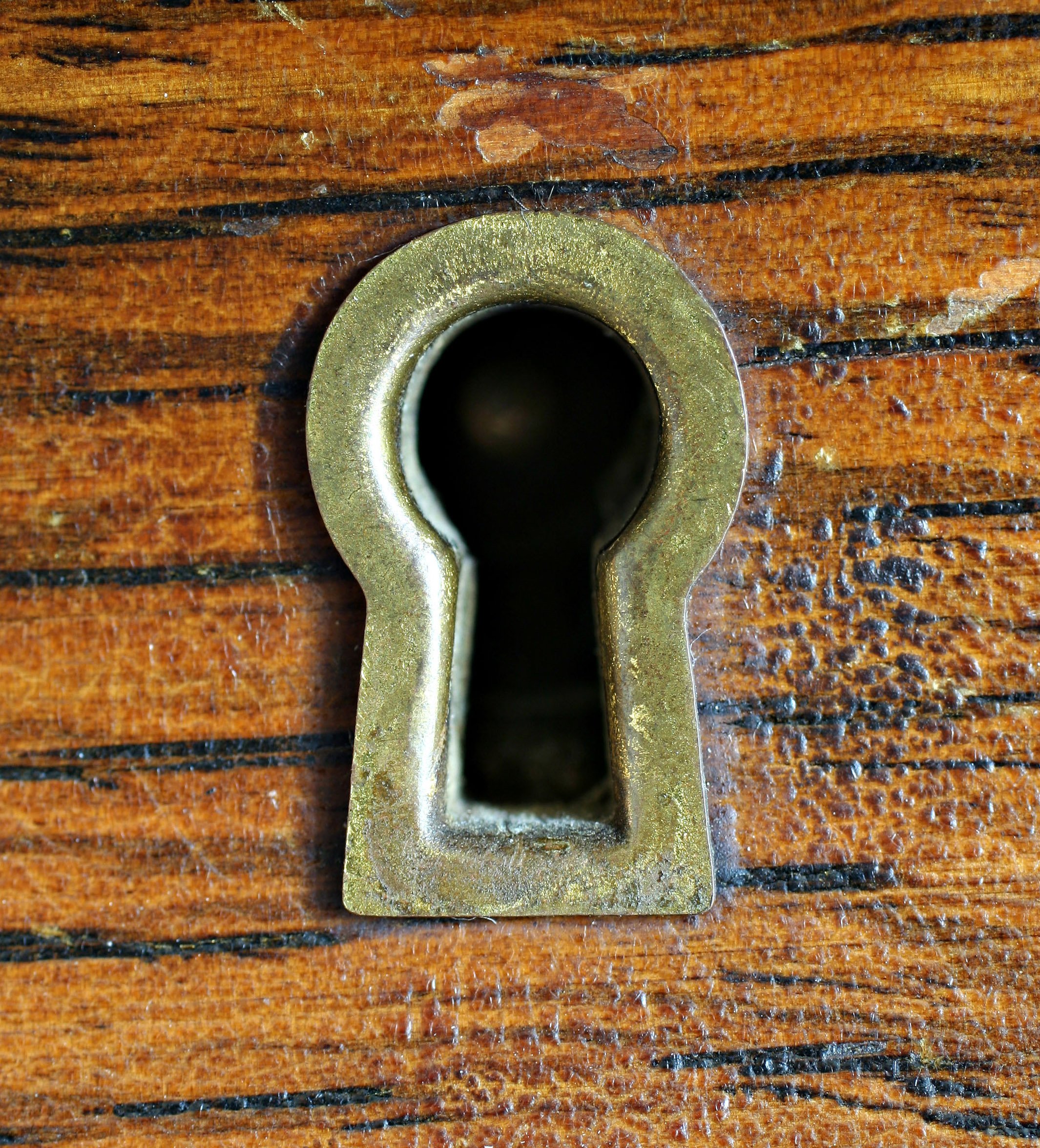
Un ojo de cerradura tradicional para una cerradura protegida.

Un ojo de cerradura es un orificio o abertura (como en una puerta o cerradura) para recibir una llave. Las formas del chavetero de la cerradura varían mucho según el fabricante de la cerradura, y muchos fabricantes tienen una serie de perfiles exclusivos que requieren una llave en blanco específicamente fresada para enganchar las cerradura de pestillo de pasador.

## Simbolismo

### Heráldica
Las llaves aparecen en varios símbolos y escudos de armas, siendo el más conocido el de la Santa Sede: derivado de la frase en 16:19 que promete San Pedro, en la tradición católica el primer papa, las Llaves del Cielo. Pero este no es ni mucho menos el único caso. Se dan muchos ejemplos en Commons.

Escudo de armas de la Santa Sede
Una llave representada en el escudo de armas de Siuntio

### Obra de arte
Algunas obras de arte asocian llaves con la diosa griega de la brujería conocida como Hécate.

### Llave palestina

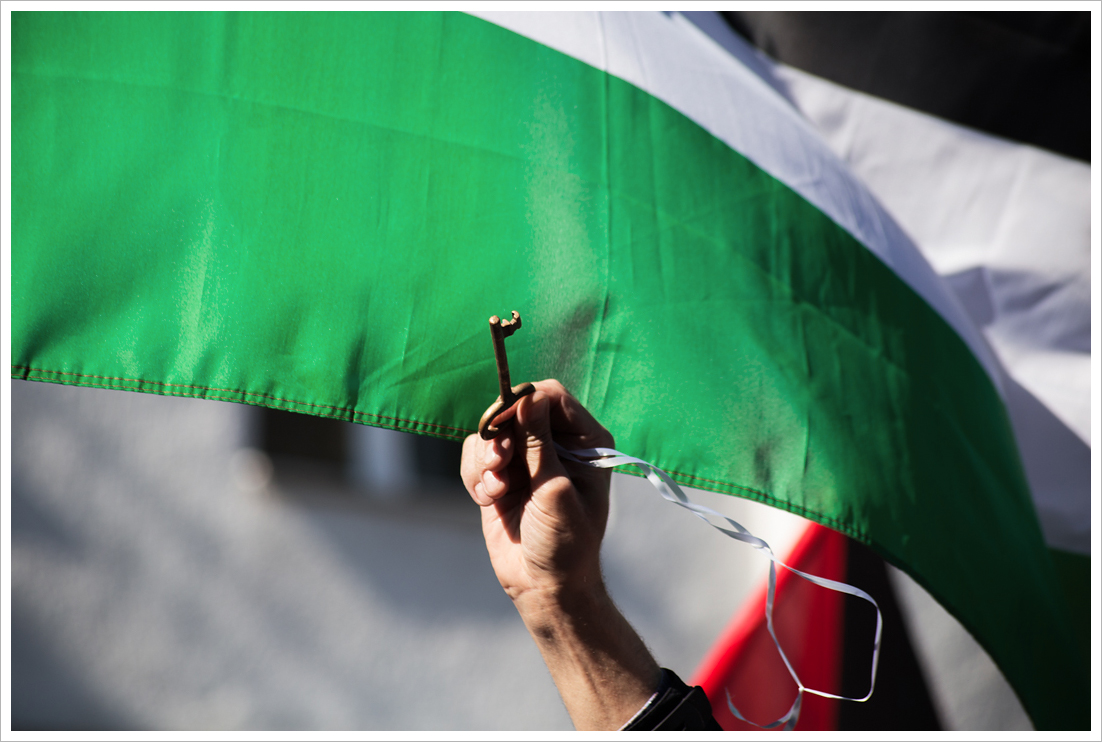
Llave palestina en una manifestación del Día de la Nakba en Berlín

La llave palestina es el símbolo colectivo palestino de sus hogares perdidos en la Nakba, cuando tres cuartas partes de la población árabe palestina del Mandato británico de Palestina fue expulsada o tuvo que huir ante el empuje de las tropas israelíes en la guerra árabe-israelí de 1948, y a los que posteriormente se les negó el derecho a regresar. Desde 2016, un restaurante palestino en Doha, Catar, ostenta el récord Guinness por la llave más grande del mundo: 2,7 toneladas y 7,8 x 3 metros.

## Expresiones relacionadas
- No hay cerradura donde es oro la ganzúa. Refrán español respecto a la seguridad.